# Unione Sportiva Lecce 2004-2005
Questa voce raccoglie le informazioni riguardanti l'Unione Sportiva Lecce nelle competizioni ufficiali della stagione 2004-2005.

## Stagione

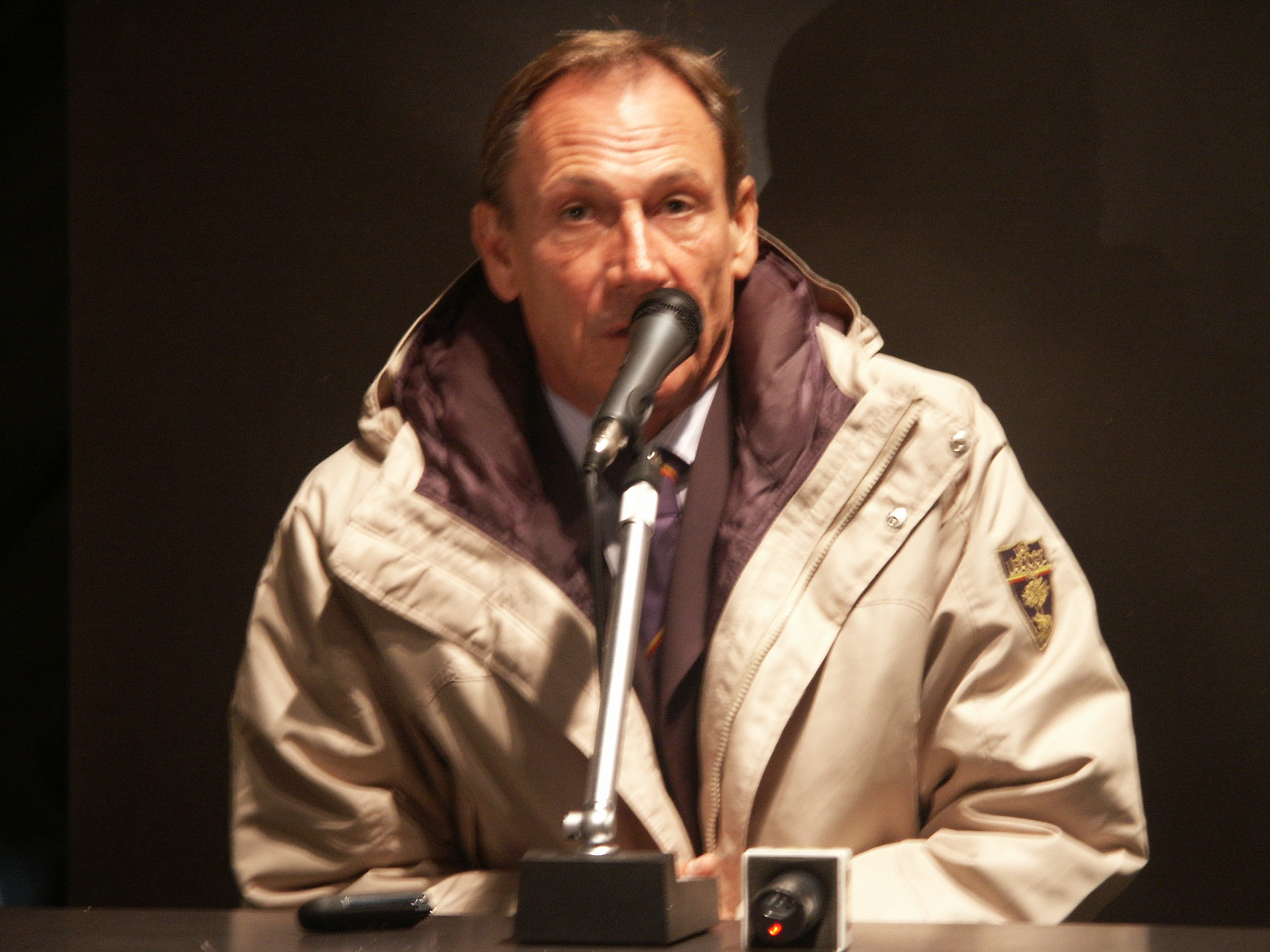
Zdeněk Zeman, nuovo allenatore del Lecce.

Per la stagione 2004-2005 il Lecce scelse un nuovo allenatore, il ceco Zdeněk Zeman.
In avvio di campionato il 4-3-3 del tecnico ebbe subito buon esito: con 8 punti nelle prime 4 giornate i giallorossi registrarono il loro migliore inizio nel campionato di massima divisione fino a quel momento (primato poi battuto nella stagione 2023-2024) e nel mese di ottobre la compagine salentina si issò al terzo posto della classifica di Serie A, dietro Juventus e Milan. Il gioco espresso esaltò le qualità dei singoli, su tutti Marco Cassetti: il ventisettenne difensore fu il primo calciatore del Lecce a venire convocato nella nazionale italiana. Nonostante l'allontanamento dalle prime posizioni nel girone di ritorno, i giallorossi raggiunsero un'altra agevole salvezza. In fatto di gol realizzati, soltanto i campioni d'Italia della Juventus fecero meglio: 67 reti, una in più dei salentini. Al contrario, furono 73 le reti incassate: nonostante la peggior difesa, il Lecce risultò la prima squadra nella storia della Serie A a salvarsi pur avendo la difesa più battuta della categoria.
Particolarmente prolifica fu anche la stagione dell'attaccante Mirko Vučinić, autore di 19 reti tra cui la tripletta alla Lazio. Il numero di reti segnate gli permette di eguagliare il primato stabilito da Chevantón l'anno precedente e di risultare il miglior marcatore della squadra salentina in un singolo torneo.
I paradossi prodotti dal calcio offensivo di Zeman si rifletterono anche in Coppa Italia, dove i giallorossi uscirono contro l'Udinese agli ottavi: tra andata e ritorno, vennero segnate 16 reti complessive.

## Divise e sponsor
Il fornitore di materiale tecnico per la stagione 2004-2005 è stato Asics, mentre lo sponsor di maglia Provincia di Lecce.
| 1º Maglia | 2º Maglia | 3º Maglia | 1º Portiere | 2º Portiere |

## Rosa
| N. |                      | Ruolo | Calciatore                 |
| -- | -------------------- | ----- | -------------------------- |
| 1  | Italia (bandiera)    | P     | Vincenzo Sicignano         |
| 22 | Italia (bandiera)    | P     | Antonio Rosati             |
| 27 | Italia (bandiera)    | P     | Luca Anania                |
| 2  | Mali (bandiera)      | D     | Souleymane Diamoutene      |
| 3  | Italia (bandiera)    | D     | Erminio Rullo              |
| 26 | Italia (bandiera)    | D     | Massimo Paci               |
| 15 | Italia (bandiera)    | D     | Andrea Esposito            |
| 21 | Italia (bandiera)    | D     | Lorenzo Stovini (capitano) |
| 81 | Italia (bandiera)    | D     | Giuseppe Abruzzese         |
| 19 | Italia (bandiera)    | D     | Cristian Silvestri         |
| 13 | Brasile (bandiera)   | D     | Ângelo                     |
| 30 | Italia (bandiera)    | D     | Alessandro Camisa          |
| 77 | Italia (bandiera)    | D     | Marco Cassetti             |
| 4  | Mali (bandiera)      | C     | Drissa Diarra              |
| 7  | Finlandia (bandiera) | C     | Alexei Eremenko            |

| N. |                                | Ruolo | Calciatore              |
| -- | ------------------------------ | ----- | ----------------------- |
| 31 | Italia (bandiera)              | C     | Alex Pinardi            |
| 17 | Italia (bandiera)              | C     | Davide Giorgino         |
| 8  | Italia (bandiera)              | C     | Samuele Dalla Bona      |
| 18 | Uruguay (bandiera)             | C     | Guillermo Giacomazzi    |
| 20 | Cile (bandiera)                | C     | Jaime Valdés            |
| 23 | Italia (bandiera)              | C     | Francesco Marianini     |
| 24 | Argentina (bandiera)           | C     | Cristian Daniel Ledesma |
| 9  | Serbia e Montenegro (bandiera) | A     | Mirko Vučinić           |
| 10 | Bulgaria (bandiera)            | A     | Valeri Božinov          |
| 28 | Croazia (bandiera)             | A     | Saša Bjelanović         |
| 13 | Brasile (bandiera)             | A     | Babù                    |
| 19 | Italia (bandiera)              | A     | Giuseppe Cozzolino      |
| 14 | Italia (bandiera)              | A     | Italo Mattioli          |
| 25 | Costa d'Avorio (bandiera)      | A     | Axel Konan              |
| 20 | Italia (bandiera)              | A     | Graziano Pellè          |

## Calciomercato

### Sessione invernale
| Acquisti | Acquisti           | Acquisti   | Acquisti |
| R.       | Nome               | da         | Modalità |
| -------- | ------------------ | ---------- | -------- |
| D        | Ângelo             | Criciúma   |          |
| C        | Jaime Valdés       | Fiorentina |          |
| A        | Giuseppe Cozzolino | Giulianova |          |

| Cessioni | Cessioni           | Cessioni   | Cessioni |
| R.       | Nome               | a          | Modalità |
| -------- | ------------------ | ---------- | -------- |
| D        | Cristian Silvestri | Catania    |          |
| A        | Graziano Pellè     | Catania    |          |
| A        | Valeri Božinov     | Fiorentina |          |

## Risultati

### Serie A

#### Girone di andata
| Arbitro: | Rodomonti (Roma) |

|                          |           |                           |
| Pazzini 2’ Albertini 47’ | Marcatori | 9’ Giacomazzi 76’ Bojinov |

| Arbitro: | Farina (Novi Ligure) |

|                                                |           |                   |
| Bojinov 38’, 72’ Bjelanović 51’ Giacomazzi 81’ | Marcatori | 27’ A. Caracciolo |

| Arbitro: | Bertini (Arezzo) |

|                         |           |                          |
| Cassano 54’ Mancini 72’ | Marcatori | 41’ Cassetti 59’ Bojinov |

| Arbitro: | Rodomonti (Roma) |

|                                            |           |                   |
| Cassetti 58’ Giacomazzi 73’ Bjelanović 88’ | Marcatori | 48’ Mau. Esposito |

| Arbitro: | Messina (Bergamo) |

|                            |           |               |
| Baronio 48’ Tiribocchi 79’ | Marcatori | 90+3’ Vučinić |

| Arbitro: | Dondarini (Finale Emilia) |

|                  |           |  |
| Vučinić 49’, 80’ | Marcatori |  |

| Arbitro: | Farina (Novi Ligure) |

|               |           |                                               |
| Di Napoli 43’ | Marcatori | 5’ Vučinić 38’, 44’ Bjelanović 89’ Dalla Bona |

| Arbitro: | Rodomonti (Roma) |

|                  |           |                        |
| Bojinov 36’, 49’ | Marcatori | 4’ Adriano 33’ Martins |

| Arbitro: | Morganti (Ascoli Piceno) |

|                                              |           |  |
| Jorgensen 45+3’ Obodo 62’, 71’ Chiellini 90’ | Marcatori |  |

| Arbitro: | Messina (Bergamo) |

|                              |           |                                                          |
| Bojinov 35’, 57’ Vučinić 89’ | Marcatori | 44’, 90+2’ (rig.) Jankulovski 72’ Di Natale 79’ Iaquinta |

| Arbitro: | Pieri (Lucca) |

|             |           |              |
| Pecchia 29’ | Marcatori | 70’ Cassetti |

| Arbitro: | De Santis (Roma) |

|  |           |               |
|  | Marcatori | 14’ Del Piero |

| Bologna 28 novembre 2004, ore 15:00 13ª giornata | Bologna           | 0 – 0 referto | Lecce | Stadio Renato Dall'Ara\| Arbitro: \| Saccani (Mantova) \| |
| Arbitro:                                         | Saccani (Mantova) |               |       |                                                           |

| Arbitro: | Morganti (Ascoli Piceno) |

|                                                |           |                              |
| Rullo 38’ Dalla Bona 56’ (rig.) Giacomazzi 60’ | Marcatori | 30’ Vigiani 39’ Danilevicius |

| Arbitro: | Paparesta (Bari) |

|                                     |           |                          |
| Rocchi 51’ Di Canio 68’ (rig.), 77’ | Marcatori | 9’, 75’ Babú 32’ Bojinov |

| Arbitro: | Ayroldi (Molfetta) |

|             |           |                                                  |
| Vucinic 54’ | Marcatori | 38’ (rig.), 50’ Flachi 61’ Tonetto 90+3’ Kutuzov |

| Arbitro: | Trefoloni (Siena) |

|                                                  |           |                          |
| Crespo 23’, 36’, 57’ Shevchenko 50’ Tomasson 89’ | Marcatori | 75’ Bojinov 83’ Cassetti |

| Arbitro: | Brighi (Cesena) |

|          |           |                     |
| Babú 43’ | Marcatori | 45+2’ (rig.) Mozart |

| Arbitro: | Palanca (Roma) |

|                               |           |             |
| Bresciano 53’ Gilardino 90+3’ | Marcatori | 82’ Vucinic |

#### Girone di ritorno
| Arbitro: | Gabriele (Frosinone) |

|             |           |  |
| Bojinov 33’ | Marcatori |  |

| Arbitro: | Rosetti (Torino) |

|  |           |           |
|  | Marcatori | 15’ Konan |

| Arbitro: | Trefoloni (Siena) |

|             |           |                       |
| Vucinic 79’ | Marcatori | 49’ (aut.) Giacomazzi |

| Arbitro: | Gabriele (Frosinone) |

|                                  |           |             |
| Gobbi 11’ Mau. Esposito 74’, 87’ | Marcatori | 38’ Vucinic |

| Arbitro: | Morganti (Ascoli Piceno) |

|                                  |           |  |
| Konan 27’ Valdes 75’ Vucinic 77’ | Marcatori |  |

| Arbitro: | De Santis (Roma) |

|                           |           |               |
| Santana 42’, 44’ Toni 76’ | Marcatori | 6’, 67’ Konan |

| Arbitro: | Rizzoli (Bologna) |

|                |           |  |
| Bjelanovic 86’ | Marcatori |  |

| Arbitro: | Rodomonti (Roma) |

|                                |           |             |
| Cordoba 26’ Adriano 89’ (rig.) | Marcatori | 21’ Pinardi |

| Arbitro: | Gabriele (Frosinone) |

|                            |           |                          |
| Dalla Bona 28’ Vucinic 30’ | Marcatori | 47’ Jørgensen 86’ Maggio |

| Arbitro: | De Santis (Roma) |

|                     |           |             |
| Di Michele 42’, 89’ | Marcatori | 31’ Pinardi |

| Arbitro: | Rosetti (Torino) |

|                    |           |                              |
| Konan 10’ Paci 55’ | Marcatori | 18’ Maccarone 81’ Ro. Taddei |

| Arbitro: | Trefoloni (Siena) |

|                                                 |           |                                  |
| Appiah 16’ Ibrahimović 34’, 43’, 82’ Nedved 56’ | Marcatori | 7’ Vucinic 89’ (rig.) Dalla Bona |

| Arbitro: | Rocchi (Firenze) |

|                |           |              |
| Giacomazzi 19’ | Marcatori | 42’ Bellucci |

| Arbitro: | Tombolini (Ancona) |

|                    |           |  |
| C. Lucarelli 90+3’ | Marcatori |  |

| Arbitro: | Ayroldi (Molfetta) |

|                                                             |           |                      |
| Dalla Bona 6’ (rig.) Vucinic 45+2’, 78’, 82’ Diamoutene 71’ | Marcatori | 30’, 52’, 58’ Rocchi |

| Arbitro: | Gabriele (Frosinone) |

|                                  |           |  |
| Diana 23’ Kutuzov 31’ Edusei 87’ | Marcatori |  |

| Arbitro: | Trefoloni (Siena) |

|                       |           |                            |
| Konan 46’ Vucinic 83’ | Marcatori | 12’ Kaladze 53’ Shevchenko |

| Arbitro: | Paparesta (Bari) |

|                          |           |                  |
| Bonazzoli 9’ Paredes 30’ | Marcatori | 15’, 43’ Vucinic |

| Arbitro: | De Santis (Roma) |

|                                        |           |                                           |
| Pinardi 30’ Vucinic 41’ Dalla Bona 47’ | Marcatori | 23’ D. Morfeo 43’ Bresciano 56’ Gilardino |

### Coppa Italia

#### Primo Turno
| Arbitro: | Preschern (Mestre) |

|                              |           |                         |
| C. Colombo 21’ Vigiani 90+1’ | Marcatori | 29’ (aut.) Danilevicius |

| Arbitro: | Brighi (Cesena) |

|                                     |           |                  |
| Ledesma 27’ Bojinov 30’ Vucinic 49’ | Marcatori | 51’ Danilevicius |

#### Ottavi di finale
| Arbitro: | Cruciani (Pesaro) |

|                                                    |           |                                                     |
| Ledesma 11’ (rig.) Dalla Bona 29’ Bojinov 31’, 67’ | Marcatori | 34’ Felipe 45+1’, 78’ Di Michele 57’, 88’ Di Natale |

| Arbitro: | Castellani (Verona) |

|                                            |           |                                           |
| Di Michele 7’ Iaquinta 88’ Di Natale 90+1’ | Marcatori | 39’, 84’ Vucinic 47’ Bjelanovic 83’ Konan |

## Statistiche

### Statistiche di squadra
| Competizione | Punti | In casa | In casa | In casa | In casa | In casa | In casa | In trasferta | In trasferta | In trasferta | In trasferta | In trasferta | In trasferta | Totale | Totale | Totale | Totale | Totale | Totale | DR |
| Competizione | Punti | G       | V       | N       | P       | Gf      | Gs      | G            | V            | N            | P            | Gf           | Gs           | G      | V      | N      | P      | Gf     | Gs     | DR |
| ------------ | ----- | ------- | ------- | ------- | ------- | ------- | ------- | ------------ | ------------ | ------------ | ------------ | ------------ | ------------ | ------ | ------ | ------ | ------ | ------ | ------ | -- |
| Serie A      | 44    | 19      | 8       | 8       | 3       | 40      | 30      | 19           | 2            | 6            | 11           | 26           | 43           | 38     | 10     | 14     | 14     | 66     | 73     | -7 |
| Coppa Italia | -     | 2       | 1       | 0       | 1       | 7       | 6       | 2            | 1            | 0            | 1            | 5            | 5            | 4      | 2      | 0      | 2      | 12     | 11     | 1  |
| Totale       | -     | 21      | 9       | 8       | 4       | 47      | 36      | 21           | 3            | 6            | 12           | 31           | 48           | 42     | 12     | 14     | 16     | 78     | 84     | -6 |

### Andamento in campionato
| Giornata  | 1 | 2 | 3 | 4 | 5 | 6 | 7 | 8 | 9 | 10 | 11 | 12 | 13 | 14 | 15 | 16 | 17 | 18 | 19 | 20 | 21 | 22 | 23 | 24 | 25 | 26 | 27 | 28 | 29 | 30 | 31 | 32 | 33 | 34 | 35 | 36 | 37 | 38 |
| --------- | - | - | - | - | - | - | - | - | - | -- | -- | -- | -- | -- | -- | -- | -- | -- | -- | -- | -- | -- | -- | -- | -- | -- | -- | -- | -- | -- | -- | -- | -- | -- | -- | -- | -- | -- |
| Luogo     | T | C | T | C | T | C | T | C | T | C  | T  | C  | T  | C  | T  | C  | T  | C  | T  | C  | T  | C  | T  | C  | T  | C  | T  | C  | T  | C  | T  | C  | T  | C  | T  | C  | T  | C  |
| Risultato | N | V | N | V | P | V | V | N | P | P  | N  | P  | N  | V  | N  | P  | P  | N  | P  | V  | V  | N  | P  | V  | P  | V  | P  | N  | P  | N  | P  | N  | P  | V  | P  | N  | N  | N  |
| Posizione | 9 | 3 | 6 | 2 | 7 | 4 | 2 | 3 | 3 | 3  | 4  | 6  | 8  | 7  | 6  | 10 | 11 | 12 | 14 | 12 | 10 | 11 | 11 | 10 | 10 | 8  | 9  | 10 | 10 | 10 | 14 | 14 | 14 | 10 | 12 | 11 | 12 | 11 |

Legenda:

Luogo: C = Casa; T = Trasferta. Risultato: V = Vittoria; N = Pareggio; P = Sconfitta.